# Комаровский, Николай Михайлович
Николай Михайлович Комаровский (30 марта (11 апреля) 1882, Череповец/Тихвин — 4 сентября 1969, Сен-Рафаэль) — полковник царской армии, генерал-майор Белого движения, командир 1-го Читинского полка Забайкальского казачьего войска, начальник гарнизона Троицкосавска, кавалер семи орденов.

## Биография

### Ранние годы. Русско-Японская война
Николай Комаровский родился 30 марта (11 апреля) 1882 в семье потомственных дворян. Место его рождения отличается в зависимости от источника: по одним сведениям он родился в городе Тихвин Новгородской губернии, по другим — в Череповце. В 1901 году Николай окончил полный курс череповецкого реального училища, затем он выпустился из Московского военного училища (1903), а в 1910 году завершил курс в Офицерской кавалерийской школе.
Комаровский приступил к службе в Русской императорской армии в 1901 году. В 1902 году он был выпущен в звании хорунжего в Первый Верхнеудинский казачий полк, относящийся к Забайкальскому казачьему войску. В 1904 году он стал сотником. В этом звании принял участие в Русско-Японской войне, где получил пять ранений. В 1904 году, «за боевые отличия» Николай Михайлович был произведён в подъесаулы. Есаулом он стал уже после войны — в 1908 году.
В 1911 году Николай Комаровский состоял начальником конвоя, при консульстве Российской империи в Урге. В период с 1912 по 1914 год он принимал участие в экспедиции в Монголию. Воевал в Первую мировую войну — был ранен восемь раз. В 1914—1916 годах Комаровский возглавлял эскадрон в 3-м уланском Смоленском Императора Александра III полку. Затем он был помощником командира в Первом Верхнеудинском полку — получил погоны войскового старшины (1916). В 1917 году Николай Михайлович стал командиром стрелкового батальона Забайкальской 1-й казачьей дивизии — в том же году дослужился до полковника.

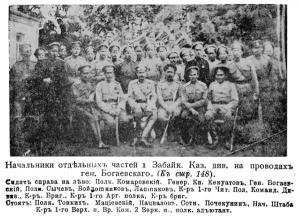
Н. М. Комаровский среди офицеров Забайкальского войска

### Гражданская война и эмиграция
С апреля 1917 года Комаровский получил под своё командование Первый Читинский казачий полк: несмотря на трудности, смог привести полк с фронта, сохранив военную дисциплину. В ночь на 17 января 1918 года ввёл полк в Читу, чем пресёк первую попытку большевиков установить свою власть в городе. Но уже 16 февраля Н. М. Комаровский, как и остальные офицеры полка, был арестован солдатами Второго Читинского казачьего полка, распропагандированными сторонниками Ленина. Был освобождён и стал комендантом города Хайлара. 13 июля Николай Михайлович получил пост начальника Второго Забайкальского полка и, одновременно, гарнизона Хайлары.
Во время открытого конфликта между Верховным Правителем адмиралом А. В. Колчаком и атаманом Г. М. Семёновым, Комаровский встал на сторону адмирала (отказался подчиняться Семёнову) и увёл свой полк из Троицкосавска (где он также состоял начальником гарнизона) в Иркутскую губернию. 18 марта 1919 года приказом Колчака, «за особые отличия», он был произведён в генерал-майоры, а через месяц его полк вошёл в состав Оренбургской отдельной армии. После этого Николай Михайлович служил в IV Оренбургском армейском корпусе генерала А. С. Бакича, с которым принимал активное участие в боях с Красной армией на Южном Урале.
В сентябре 1919 года Комаровский был назначен начальником обороны Актюбинска: на этом посту на него было совершено покушение, с участием нижних чинов Белой армии. После неудачной покушения он стал участником Голодного похода. В этот период он вновь получил ранение, приведшее к необходимости ампутировать ему ступню левой ноги. Несмотря на это, в 1920—1921 годах Николай Комаровский состоял начальником Отдельной егерской бригады Оренбургского казачьего войска. В апреле 1921 года он перебрался из Урги в Маньчжурию.
В 1922 году Комаровский находился на Дальнем Востоке, в Приморье. 5 сентября он стал нештатным генералом для поручений при местном воеводе Земской рати. Позже оказался в эмиграции, прожив 20-е и 30-е годы в Харбине. С 1922 по 1939 год Н. М. Комаровский занимался репетиторством и преподавал математику в Харбинской духовной семинарии. Состоял членом Корпуса Императорской армии и флота, а также входил в местный Союз русских военных инвалидов. В 1937 году именно Николай Михайлович стал инициатором создания харбинского Кирилло-Мефодиевского братства.
В годы Второй мировой войны Комаровский переехал в Европу — во Францию. Стал членом Союза русских военных инвалидов в Каннах. Последние годы прожил в Русском доме в Сен-Рафаэле, где и скончался 4 сентября 1969 года — был похоронен на местном кладбище.

## Награды
- Орден Святого Станислава 3 степени с мечами и бантом
- Орден Святой Анны 4 степени (1904): «за храбрость»
- Орден Святого Владимира 4 степени с мечами и бантом (1904)
- Орден Святой Анны 3 степени с мечами и бантом (1905)
- Орден Святого Владимира 3 степени с мечами
- Орден Святого Станислава 2 степени с мечами (1906)
- Орден Святой Анны 2 степени с мечами[4]